# Anaconda (Montana)
Anaconda is een plaats in de Amerikaanse staat Montana, en vormt samen met Deer Lodge County een bestuurlijk geheel.

## Demografie
Bij de volkstelling in 2000 werd het aantal inwoners vastgesteld op 9417.

## Geografie
Volgens het United States Census Bureau beslaat de plaats een oppervlakte van
1919,6 km², waarvan 1908,8 km² land en 10,8 km² water.

## Plaatsen in de nabije omgeving
De onderstaande figuur toont nabijgelegen plaatsen in een straal van 48 km rond Anaconda.

## Geboren
- Bert Glennon (1893-1967), cameraman en regisseur